# Дъглас Енгълбърт
Д-р Дъглас К. Енгълбърт (на английски: Dr. Douglas C. Engelbart) е американски изобретател известен като създател на компютърната мишка, носител на наградата Тюринг от 1997 г., на националния медал на технологиите (National Medal of Technology), наградата на MIT Лемълсън (Lemelson) и много други.
Идеята за мишката се ражда още през 1951 г., а изпълняването на тази задача му отнела около 10 години в проучвания.
Неговите родители са Карл Люис Енгълбарт и Гладис Шарлот Амелиа Мънсан Енгълбарт, които се преместват след брака си от Бремъртон (Вашингтон, САЩ), където е родена три години по-голямата сестра на Дъглас, Дорийн Веднес. След 14 месеца се ражда и брат му Дейвид.
Енгълбърт е мобилизиран по време на Втората световна война във Филипините, където е радарен техник. През декември 1950 г. Енгълбърт се сгодява. По това време работи в правителствена космическа лаборатория.
През 1968 г. в Станфордския изследователски институт, след дълги експерименти, той изобретява компютърната мишка. Проектът е финансиран от Агенцията за перспективни изследователски проекти за отбраната (DARPA), военновъздушните сили на САЩ и НАСА. За изобретението на мишката получава патент на 17 ноември 1970 г. за „X-Y позиционен индикатор за дисплейна система“. Той получава от работодателя си награда от $10 000 за своето изобретение. Голямото признание идва чак в края на декември 2000 г., когато той е награден с медал за технологии – най-високото отличие, връчвано от правителството на САЩ. По този начин Белият дом оценява технологичните достижения на Дъглас Енгълбърт.
През 60-те години на 20 век Енгълбърт участва в разработването на ARPANET - първата в света компютърна мрежа, активирана на 29 октомври 1969 г.
Почива на 2 юли 2018 г. в дома си в Адъртън, Калифорния, на 88 години.